# Tropidion fernandezi
Tropidion fernandezi är en skalbaggsart som beskrevs av Joly 1991. Tropidion fernandezi ingår i släktet Tropidion och familjen långhorningar.
Artens utbredningsområde är Venezuela. Inga underarter finns listade i Catalogue of Life.